# Леннарт Торстенсон
Граф Леннарт Торстенсон (швед. Lennart Torstenson; 17 серпня 1603 — 7 квітня 1651) — шведський полководець, учасник Тридцятилітньої війни.

## Біографія
Перебував камер-пажем при Густаві-Адольфі і супроводжував короля в його лівонських походах. Прусський похід Густава-Адольфа (1626-1629) став справжньою військовою школою для Торстенсона. Він брав активну участь у трансформації артилерії, початому королем, і, командуючи нею, сприяв перемогам при Брейтенфельді (1631) і Лесі (1632).
У 1632 році він був узятий в полон при Альті Весті і поміщений в сиру в'язницю в Інгольштадті; тут було підірване його здоров'я. У 1633 році відбувся обмін полоненими: Торстенсон був звільнений і незабаром взяв участь у підкоренні баварської фортеці Ландсберга.
Після смерті Густава Торстенсон, разом з Делагарді, залишався в Пруссії, щоб відбити очікуваний напад з боку Польщі. Після укладення перемир'я з Польщею, в 1635 році, він знову був викликаний на німецький театр війни і в кінці 1635 році з'єднався з Банером. Обидва полководці врятували військову славу Швеції своєю рідкісною мужністю і військовим талантом. Торстенсон брав найдіяльнішу участь у битві при Віттштоку (1636), енергійній обороні Померанії (1637 і 1638), у перемозі при Хемніці й у вторгненні в Богемію у 1639 році.
Після смерті Банера, в 1641 році, Торстенсон взяв на себе головне командування військами в Німеччині. Хвороба часто змушувала його слідувати за військом у ношах, але не заважала йому наводити страх на ворогів. У 1642 році Торстенсон, через Бранденбург і Сілезію, увійшов в Моравію, де фортеця за фортецею здавалися йому. Щоб не бути відрізаним імператорськими військами, він повернувся в Саксонію і там, при Брейтенфельді, розбив ущент імператорські війська. Зайнявши Лейпциг і перезимувавши там, він навесні 1643 року, знову вторгнувся в Моравію, допоміг гарнізону в Ольмюці, а потім — за таємним дорученням свого уряду — поспішив на північ: йому було доручено командування в новій війні, що спалахнула між Швецією і Данією. Був момент, коли імператорський полководець Галлас ледь не замкнув Торстенсона в Ютландії, але полководець пробився.
Восени 1644 року Торстенсон знову з'явився в Німеччині, розбив імперську кавалерію у Ютербозі і на початку 1645 року стояв уже в Богемії. Блискуча перемога при Янкові відкрила йому шлях до Відня, але він відступив у північну Богемію: хвороби у війську, як і його власні недуги, утримали його від ризикованого заходу.
У грудні 1645 року Торстенсон повернувся до Швеції, де отримав графський титул. 
Густав III за свою промову, присвячену пам'яті Торстенсона («Äreminne öfver Lennart Torstensson»), був відзначений Шведською академією премією в 1786 році.